# Kahala (Koigi)
Pour les articles homonymes, voir Kahala.
Kahala est un village de la commune de Koigi du comté de Järva en Estonie.
Au 31 décembre 2011, il compte 71 habitants.